# Paper Birds
 (mai 2022).
Si vous disposez d'ouvrages ou d'articles de référence ou si vous connaissez des sites web de qualité traitant du thème abordé ici, merci de compléter l'article en donnant les références utiles à sa vérifiabilité et en les liant à la section « Notes et références ».
 (mai 2022).
La mise en forme du texte ne suit pas les recommandations de Wikipédia : il faut le « wikifier ».
Les points d'amélioration suivants sont les cas les plus fréquents :
- Les titres sont pré-formatés par le logiciel. Ils ne sont ni en capitales, ni en gras.
- Le texte ne doit pas être écrit en capitales (les noms de famille non plus), ni en gras, ni en italique, ni en « petit »…
- Le gras n'est utilisé que pour surligner le titre de l'article dans l'introduction, une seule fois.
- L'italique est rarement utilisé : mots en langue étrangère, titres d'œuvres, noms de bateaux, etc.
- Les citations ne sont pas en italique mais en corps de texte normal. Elles sont entourées par des guillemets français : « et ».
- Les listes à puces sont à éviter, des paragraphes rédigés étant largement préférés. Les tableaux sont à réserver à la présentation de données structurées (résultats, etc.).
- Les appels de note de bas de page (petits chiffres en exposant, introduits par l'outil «  Source ») sont à placer entre la fin de phrase et le point final[comme ça].
- Les liens internes (vers d'autres articles de Wikipédia) sont à choisir avec parcimonie. Créez des liens vers des articles approfondissant le sujet. Les termes génériques sans rapport avec le sujet sont à éviter, ainsi que les répétitions de liens vers un même terme.
- Les liens externes sont à placer uniquement dans une section « Liens externes », à la fin de l'article. Ces liens sont à choisir avec parcimonie suivant les règles définies. Si un lien sert de source à l'article, son insertion dans le texte est à faire par les notes de bas de page.
- La présentation des références doit suivre les conventions bibliographiques. Il est recommandé d'utiliser les modèles {{Ouvrage}}, {{Chapitre}}, {{Article}}, {{Lien web}} et/ou {{Bibliographie}}. Le mode d'édition visuel peut mettre en forme automatiquement les références.
- Insérer une infobox (cadre d'informations à droite) n'est pas obligatoire pour parachever la mise en page.

Pour une aide détaillée, merci de consulter Aide:Wikification.
Si vous pensez que ces points ont été résolus, vous pouvez retirer ce bandeau et améliorer la mise en forme d'un autre article.
Pour plus de détails, voir Fiche technique et Distribution.
Paper Birds est un film d'animation en réalité virtuelle sorti en 2020, écrit et réalisé par German Heller et Federico Carlini.

## Synopsis
Disponible sur Oculus Quest et Quest 2 Paper Birds est l'histoire de Toto (Archie Yates), un enfant malvoyant doté d'un talent exceptionnel pour la musique. Avec l'aide de ses grands-parents, Robert (Edward Norton), un musicien très respecté en ville qui se consacre à sa musique par-dessus tout, et Elsa (Joss Stone), qui a mis de côté ses rêves d'artiste pour s'occuper de sa famille, Toto doit trouver son chemin dans le monde des ténèbres pour ramener sa sœur, enlevée par les ombres. Il va utiliser la profondeur de la musique pour ouvrir les portes d'un monde invisible et affrontera les ombres, qui lui révéleront leur but.
L'histoire raconte l’inspiration, l’intuition, l'émotion et la capacité de les retranscrire à travers la musique. Cette expérience a été présentée en avant-première au Tribeca Film Festival 2021 et à la Biennale de Venise en 2020. 
Ce film vous est proposé par 3dar, les créateurs de Gloomy Eyes, et est produit par Baobab Studios et Oculus.

## Casting
- Archie Yates, voix de Toto
- Edward Norton, voix de Robert
- Joss Stone, voix d'Elsa

## Sortie
Le film est sorti en 2020 aux États-Unis sur Oculus Quest.

## Awards

### 2021
- Kaohsiung XR Dreamland 2021 - VR Immersive Award

- Sandbox 2021 - Jury Award

### 2020
- Raindance Immersive Stories 2020 - Best Animation Experience

## Festivals

### 2022
NewImages Festival 2022 - Out-Of-Competition
Prix NUMIX 2022 - International / Expérience XR – Fiction
Festival des réalités artificielles - Films de réalité virtuelle
Gabès Cinéma Fen 2022 - VR Corner
SXSW 2022 - XR Experience Spotlight
Clermont ISFF 2022 - Selection

### 2021
Red Sea IFF 2021 - Out of Competition
VR Awards 2021 - VR Film of the Year
VRE FEST 2021 - VR Interactive
Kaohsiung XR Dreamland 2021 - VR Competition
360VR Festival 2021 - Competition
GIFFMX 2021 - Animation
BIDFF 2021 - Potential Worlds
MIFF 2021 - XR
Sandbox 2021 - Selection
Cannes XR 2021 - VeeR Future Award 2021
BIFAN 2021 Beyond Reality - Baobob Studios Spotlight
Anifilm 2021 - International Competition
XR@Annecy 2021 - VR Works
Tribeca Immersive 2021 - Virtual Arcade
NewImages Festival 2021 - XR Competition
VRHAM! 2021 - VRExhibition
The Webbys 2021 - Virtual & Remote - Best Narrative Experience
SXSW 2021 - Virtual Cinema - Virtual Cinema Spotlight

### 2020
Raindance Immersive Stories 2020 - Selection
fanheart3 awards 2020 - Nominations 2020
Venice Virtual Reality Expanded 2020 - Competition

## Réferences
XR Must - About immersive storytelling - Paper Birds (en)
Paper Birds: Part I & II | Official Trailer | Now Available on Oculus Quest (youtube)
PAPER BIRDS - Baobab Studios (en)